# Glenea quatuordecimmaculata
Glenea quatuordecimmaculata é uma espécie de escaravelho da família Cerambycidae. Foi descrita por Frederick William Hope em 1831. É conhecida a sua existência em Nepal, Bhutan e Índia.